# 佐世保市立日野小学校
佐世保市立日野小学校（させぼしりつ ひのしょうがっこう, Sasebo City Hino Elementary School）は、長崎県佐世保市日野町にある公立小学校。略称「日野小（ひのしょう）」。

## 概要
歴史
1909年（明治42年）に「山口尋常高等小学校日野分教場」として開校。1941年（昭和16年）に「日野尋常小学校」・「日野国民学校」として独立した。独立した1941年（昭和16年）を創立年としており、2011年（平成23年）に創立70周年を迎えた。
教育目標
1. かけがえのない命を大切にする心豊かな児童の育成を図る
2. 児童一人一人の基礎学力の確実な定着と向上を図る
3. 困難にもくじけることなく互いに切磋琢磨し合うたくましい児童の育成を図る
校章
佐世保市章を背景にして、校名の「日野」の文字（縦書き）を置いている。
校歌
1959年（昭和34年）制定。作詞は中川龍一、作曲は長谷川良一による。歌詞は2番まであり、各番に校名の「日野小学校」が入る。
校区
住所表記で佐世保市の後に「日野町、星和台町、長坂町、椎木町、鹿子前町（一部）」が続く地域。中学校は佐世保市立日野中学校校区。

## 沿革
分教場時代
- 1909年（明治42年）5月23日 - （山口村立）「山口尋常高等小学校日野分教場」が開設され、尋常科2年までの児童84名を収容。
- 1920年（大正9年）5月20日 - 教室を増築し、尋常科6年までの児童を収容。
- 1930年（昭和5年）4月3日 -  山口村が町制施行で相浦町が発足したため、（相浦町立）「相浦尋常高等小学校日野分教場」に改称。
- 1938年（昭和13年）4月1日 - 相浦町が佐世保市に編入されたため、佐世保市立の小学校となる。

独立
- 1941年（昭和16年）
  - 3月31日 - 相浦尋常高等小学校から分離し、「日野尋常小学校」として独立。
  - 4月1日 - 国民学校令の施行により、（佐世保市立）「日野国民学校」に改称。8学級、児童数は393名。
  - 11月3日 - 校旗を制定。
- 1945年（昭和20年）3月31日 - 校区が改定され、長坂地区の児童が赤崎国民学校に転出。母ヶ浦地区の児童が相浦国民学校から転入。
- 1947年（昭和22年）4月1日 - 学制改革（六・三制の実施）により、「佐世保市立日野小学校」（現校名）が発足。

校区改定により、母ヶ浦地区の児童が佐世保市立相浦小学校に転出。
- 1952年（昭和27年）4月25日 - 給食室が完成。
- 1957年（昭和32年）4月4日 - 校区改定により、長坂地区の児童217名が佐世保市立赤崎小学校から転入。普通教室4部屋を増築。
- 1959年（昭和34年）1月2日 - 校歌を制定。
- 1964年（昭和39年）
  - 3月8日 - 講堂が完成。
  - 4月27日 - 鉄筋コンクリート造校舎（第一期工事）が完成。
- 1965年（昭和40年）4月1日 - 特殊学級（現・特別支援学級）を設置。
- 1969年（昭和44年）7月26日 - プールが完成。
- 1981年（昭和56年）3月9日 - 鉄筋コンクリート造4階建て校舎が完成。1964年（昭和39年）より始まった校舎建設が五期目で完了。
- 1990年（平成2年）
  - 3月19日 - 創立50周年を記念し、正門前に築山が完成。
  - 11月6日 - 創立50周年記念式典を挙行。
- 1992年（平成4年）3月11日 - 正面玄関にシャンデリアが設置される。
- 1995年（平成7年）
  - 3月9日 - 新体育館が完成。
  - 8月28日 - 中庭を整備。旧体育館（講堂）を解体。
- 1999年（平成11年）3月31日 - 新プールが完成。
- 2002年（平成14年））3月25日 - 日野元気っ子クラブを開設。

## アクセス
最寄りの鉄道駅
- 松浦鉄道（MR）西九州線「大学駅」

最寄りのバス停
- 西肥バス（させぼバスも含む） 「星和台南」・「日野小学校入口」・「日野中央」バス停

最寄りの国道・県道
- 長崎県道11号佐世保日野松浦線 - 西九州自動車道 佐々佐世保道路（無料区間）相浦中里ICに接続している。

## 周辺
- 佐世保日野郵便局
- （私立）相浦幼稚園
- （私立）椎木保育園
- 佐世保市立日野中学校
- 九州文化学園高等学校・長崎短期大学
- 佐世保実業高等学校
- 長崎県立大学佐世保校
- 共立自動車学校日野
- 佐世保市総合運動公園・総合グラウンド
- 佐世保市消防局西消防署
- 陸上自衛隊相浦駐屯地
- 日野川

## 参考資料
- 「山口村郷土誌」（発行日:1918年（大正7年）10月25日, 著:山口尋常高等小学校 山口實太郎）p.61-p.62 - 国立国会図書館近代デジタルライブラリー コマ番号37-38

## 著名な卒業生
- 濱洋一（作詞家、作曲家、編曲家、写真家、映像作家、音楽プロデューサー）